# Amílcar Falcão
Amílcar Celta Falcão (Nazaré, Nazaré, 22 de Maio de 1964) é um farmacêutico português.
1. ↑  Ciência Hoje

## Biografia
Amílcar Falcão é Licenciado em Ciências Farmacêuticas (1989), Doutorado (1995) e Agregado (2002) em Farmácia (Especialidade de Farmacologia) pela Universidade de Coimbra, instituição na qual é Professor Catedrático (2007). 
Foi Diretor da Faculdade de Farmácia (2010-2012) e do Instituto de Investigação Interdisciplinar (2013-2019). 
Foi Vice-Reitor (2011-2019) e Reitor (2019-2023) da Universidade de Coimbra. 
Possui uma extensa produtividade científica onde se contam mais de 230 artigos científicos em revistas indexadas com um número de citações acumulado superior a 5.000. 
Tem uma larga experiência na supervisão de trabalhos de investigação (mestrado, doutoramento e pós-doutoramento), incluindo cerca de 40 estudantes, dos quais 34 já terminaram as suas teses. 
É convidado regularmente a desempenhar a função de reviewer, pertencendo igualmente ao corpo editorial de várias revistas científicas. 
Recebeu já vários prémios nacionais e internacionais que reforçam a visibilidade e qualidade do trabalho que vem desenvolvendo ao longo da sua carreira.
É Diretor Técnico da empresa ICNAS Produção (empresa detida a 100% pela Universidade de Coimbra), tendo participado ativamente na obtenção do primeiro medicamento radiofarmacêutico desenvolvido e registado em Portugal (Fluodesoxiglucose [18F] UC). 
Destaca-se a sua contribuição para o desenvolvimento do primeiro medicamento português a ser comercializado (Acetato de Eslicarbazepina; Antiepiléptico; Zebinix®) e, mais recentemente, do Opicapone (Antiparkinsónico; Ongentys®) [Laboratórios BIAL]. 

## Prémios
- Eminent Scientist of the Year 2006 Europe (atribuído por International Research Promotion Council (IRPC)).